# المظرة (بعدان)

تعديل مصدري - تعديل

المظرة هي إحدى قرى عزلة الحيث بمديرية بعدان التابعة لمحافظة إب، بلغ تعداد سكانها 369 نسمة حسب تعداد اليمن لعام 2004.